# 心叶瑞木
心叶瑞木（学名：Corylopsis multiflora var. cordata）为金缕梅科蜡瓣花属下的一个变种。